# Eloeophila bifida
Eloeophila bifida är en tvåvingeart som först beskrevs av Alexander 1921.  Eloeophila bifida ingår i släktet Eloeophila och familjen småharkrankar. Inga underarter finns listade i Catalogue of Life.